# 蘇-9攔截機 (1946年)
蘇霍伊Su-9，亦稱Samoyet K，美國空軍代號：8型(Type 8)，是蘇聯在二戰結束後不久開發的一架早期噴氣式戰鬥機。設計從1944開始，並且計畫使用蘇聯設計的噴氣發動機。
該機的設計受到了俘獲的德國噴氣戰機的重大影響，並在隨後進行重新設計以使用蘇聯複製的德國噴氣發動機。因為Su-9要比當時參與競爭的很多蘇聯飛機慢，所以該機計畫最終被取消。
一個使用不同引擎並修正了機翼的版本後演變成為Su-11(Samolyet KL)，不過此機亦未能進入正式生產階段。

## 性能

Su-9

### 基本規格
- 乘員組: 1人
- 長度: 10.546米
- 翼展: 11.2米
- 高度: 3.4米
- 翼面積: 20.2平方米
- 空重: 4,060千克
- 載重: 5,890千克
- 載油量: 1350千克
- 發動機: 2 × RD-10噴氣發動機，每個引擎9kN（2,000 lbN）
- 武裝:1x20毫米（0.79英寸）ShVAK機炮，2x7.62毫米（0.30英寸）ShKAS機槍

## 引用來源
1. ↑  Gordon, p. 115
2. ↑  Gordon, p. 118

## 外部連結
- Sukhoi Su-9, −11, −13 at the Sukhoi Company Museum（页面存档备份，存于）